# Alexander Berkman

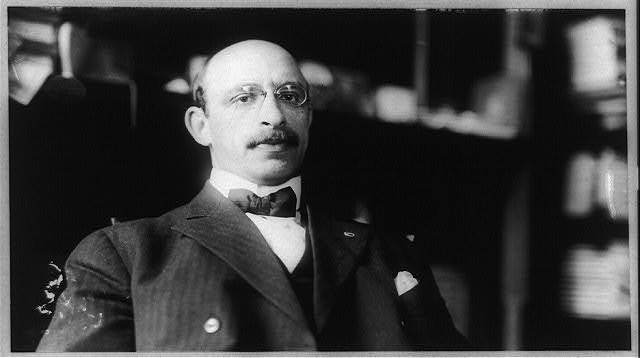
Alexander Berkman

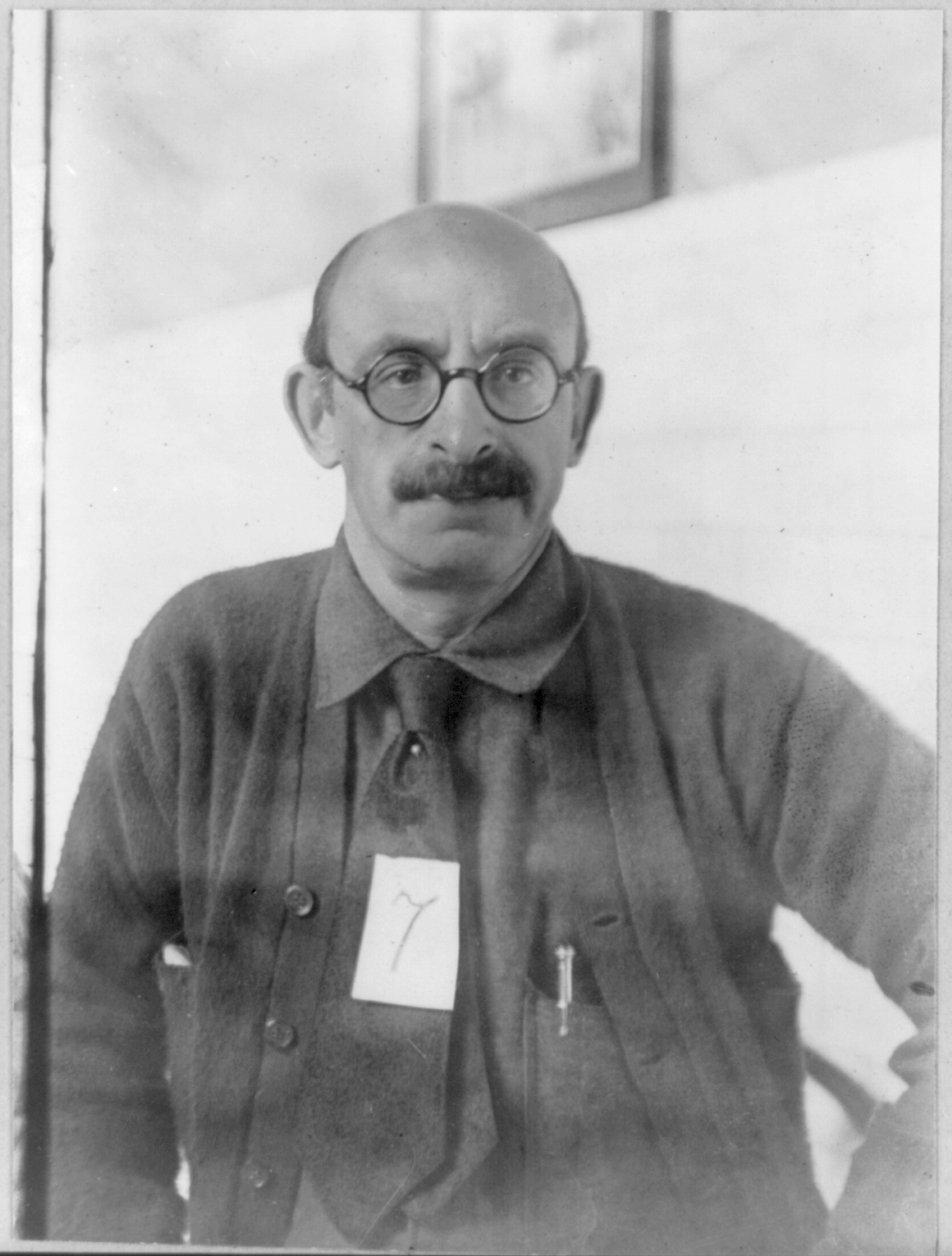
Alexander Berkman

Alexander Berkman (Russisch: Александр Беркман), geboren als Ovsej Ossipovitsj Berkman (Russisch: Овсей Осипович Беркман), (Vilnius, 21 november 1870 - Nice, 28 juni 1936) was een in Litouwen geboren activist. Hij emigreerde in 1887 naar de Verenigde Staten. Daar werd hij actief in de anarchistische beweging. Hier ontmoette hij Emma Goldman (1869-1940), met wie hij zijn leven lang bevriend bleef.
Als Berkman op 6 juli 1892 hoort dat een aantal stakers in de staalindustrie door toedoen van de Pinkerton ‘detectives’ (een particulier beveiligingsbedrijf) de dood heeft gevonden, besluit hij tot een wraakactie. Hij zoekt dan op 22 juli 1892 het hoofd op van de Carnegie Steel Company, H.C. Frick. In diens kantoor vuurt hij enkele revolverkogels op hem af. Deze verwonden Frick slechts. Berkman wordt voor zijn daad tot 22 jaar gevangenisstraf veroordeeld, waarvan hij er uiteindelijk veertien uitzit.
Wegens antimilitaristische propaganda komt hij later nogmaals voor twee jaar in de gevangenis (1917-1919). Na zijn ontslag daaruit wordt hij, onder meer samen met Emma Goldman, naar Rusland gedeporteerd. Na aldaar twee jaren te hebben verbleven, verlaten zij in 1921 opnieuw hun geboorteland, omdat in hun ogen de bolsjewistische reactie de revolutie heeft gesmoord.
Als balling buiten Rusland schrijft Berkman onder meer het boek Now and After: The ABC of Communist Anarchism. Berooid, ziek, in het zuiden van Frankrijk levend als een politieke vluchteling, beneemt hij zich in 1936 het leven.